# 히키치 유야 (1990년)
히키치 유야(일본어: 曵地 裕哉, 1990년 9월 2일 ~ )는 일본의 전 축구 선수이다.

## 구단 경력
과거 콘사돌레 삿포로, 에히메 FC에서 활동하였다.